# GeoTag-X
GeoTag-X é um projeto de pesquisa executado pela Citizen Cyberlab para avaliar se é possível ensinar cientistas cidadãos, ou voluntários, a reconhecer as informações importantes em uma foto e criar conjuntos de dados relevantes e estruturados que podem ser utilizado por aqueles que trabalham no campo de resposta. GeoTag-X está tentando descobrir se ele poderia ser uma ferramenta útil em um contexto operacional.
Para avaliar essa ideia, GeoTag-X criou uma série de projetos piloto que abrangem diferentes eventos de desastres relacionados. Desastres podem incluir terremotos, inundações e furacões, além de eventos em movimento mais lento, como a seca, as alterações climáticas e a poluição. A análise destes projetos-piloto, por conseguinte, pode cobrir tópicos tão diversos como as condições ambientais, saúde, agricultura e engenharia.